# PCSK9
Il PCSK9 o (Proprotein convertase subtilisin/kexin type 9) o proproteina della convertasi subtilisina/Kexin tipo 9 (PCSK9) è un enzima codificato, nell'uomo, dal gene PCSK9 sul cromosoma 1. Esso regola la degradazione del recettore LDL (low-density lipoprotein: lipoproteine a bassa densità) per il colesterolo.
La PCSK9, inizialmente chiamata NARC-1 (neural apoptosis-regulated convertase-1), è una proteina scoperta nel 2003 a livello cerebrale in pazienti con ipercolesterolemia familiare. Essa ha una struttura di 692 aminoacidi e un peso molecolare di 73 kDa.

## Azioni fisiologiche
Essa modula il numero di recettori della membrana cellulare che legano le lipoproteine LDL (Low Density Lipoprotein). Quando il recettore lega le LDL, il complesso viene internalizzato nella cellula epatica in forma di vescicola che si fonde con i lisosomi, quindi la LDL viene degradata, mentre il recettore ritorna sulla superficie cellulare. Se nella formazione del complesso recettore-LDL si aggiunge la PCSK9 il recettore viene degradato nel lisosoma; quindi diminuisce il numero dei recettori esposti sulla membrana della cellula epatica. La conseguenza è una minore clearance delle lipoproteine a bassa densità.
L'inibizione del PCSK9 tramite inclisiran previene la degradazione del recettore e promuove la rimozione del colesterolo LDL dal circolo.
La PCSK9 agisce dopo che si è staccato da esso un frammento che lo inattiva (zimogeno). 
L'inibizione del PCSK9 da solo e/o in aggiunta alle statine riduce potentemente le concentrazioni sieriche di LDL-C.

## Ricerca
Il farmaco sperimentale AZD0780, somministrato giornalmente in una dose da 30 mg per 12 settimane di trattamento, in aggiunta alle statine della terapia standard ha ridotto ai livelli di colesterolo LDL-c del 50%. Il risultato è stato indipendente dal livello di assunzione orale di statine.